# Temucói egyházmegye
A Temucói egyházmegye (spanyolul: Diócesis de Temuco, latinul: Diœcesis Temucensis) a római katolikus egyház egyik chilei egyházmegyéje. A püspöki székvárosa Temuco. Az egyházmegye a chilei Concepcióni főegyházmegye szuffragáns egyházmegyéje. Székesegyház a Szent József-székesegyház, megyéspüspöke Héctor Vargas Bastidas.

## Püspökök
- - Héctor Eduardo Vargas Bastidas (2013.05.14 – )
  - Manuel Camilo Vial Risopatrón (2001.09.21 – 2013.05.14)
  - Sergio Otoniel Contreras Navia (1977.12.23 – 2001.09.21)
  - Bernardino Piñera Carvallo érsek (1960.12.10 – 1977.12.28)
  - Alejandro Menchaca Lira (1941.08.09 – 1960.09.13)
  - Augusto Osvaldo Salinas Fuenzalida, SS.CC. (1939.08.29 – 1941.02.09)
  - Alfredo Silva Santiago érsek (1935.02.23 – 1939.02.04)
  - Prudencio Contardo Ibarra, C.SS.R. (1925.12.14 – 1934.12.15)
  - Ricardo Sepúlveda Hermosilla (Apostoli Adminisztrátor 1908 – 1919)

## Szomszédos egyházmegyék
- Concepcióni főegyházmegye (észak)
- Los Ángeles-i egyházmegye (észak)
- Neuquéni egyházmegye (kelet)
- Villarricai egyházmegye (Chile) (dél)

## Története
1908-ban alapították Temucói sui juris misszió néven a Concepcióni egyházmegye területéből való leválasztással. 1925. október 18-adikán emelkedett egyházmegyei rangra. 1959. június 20-án leválasztották róla az akkor megalapított Los Ángeles-i egyházmegyét.

## Fordítás
Ez a szócikk részben vagy egészben  a   Roman Catholic Diocese of Temuco című angol Wikipédia-szócikk fordításán alapul.  Az eredeti cikk szerkesztőit annak laptörténete sorolja fel. Ez a jelzés csupán a megfogalmazás eredetét és a szerzői jogokat jelzi, nem szolgál a cikkben szereplő információk forrásmegjelöléseként.